# Menyali
Menyali is een bestuurslaag in het regentschap Buleleng van de provincie Bali, Indonesië. Menyali telt 3483 inwoners (volkstelling 2010).